# 金龍國
金龍國（： Kim Yongguk；1996年3月2日—），是在韓國发展的中国大陆男歌手。2017年7月，與金始炫以「龍國&始炫」小分隊形式出道。其後加入活動期為7個月的正式團體JBJ，並於10月18日攜首張迷你專輯《Fantasy》正式出道。

## 个人背景

### 早年生活
金龍國生於中华人民共和国吉林省和龍市，本贯金海金氏。於2017年參與韓國Mnet選秀節目《PRODUCE 101第二季》，最終成績為第21名。所屬經紀公司為Choon Entertainment。自身定位為Vocal，於小組競賽中表演〈너였다면 / 如果是你〉歌唱實力開始受到注目。練習生時間為1年9個月。
中學時因為看到Big Bang的《謊話》舞台就一直抱著想當歌手的夢想前進著，於19歲時到韓國參加了韓國經紀公司的試鏡。其後成為LOEN娛樂旗下練習生，曾經放棄艱苦的練習生涯回國。回到中國後因為看到《PRODUCE 101 第一季》而再次萌生想當歌手的念頭。金龍國當時表達了如果《PRODUCE 101》開拍第二季就一定要參加的想法。正好當時《PRODUCE 101》正好有開拍第二季的計劃，金龍國亦收到CHOON娱乐的聯絡，而成為旗下練習生並參與《PRODUCE 101 第二季》。

## 经历

### 2017年：参加选秀节目《PRODUCE 101 第二季》、以团体身份JBJ出道

#### 《PRODUCE 101 第二季》時期
金龍國以CHOON(춘)娱乐的練習生身份參演大型男團生存實境節目《PRODUCE 101第二季》。節目中，101位來自52間不同經紀公司的練習生與個人練習生將會接受唱歌、rap、舞蹈等嚴格訓練並競爭，每集由國民製作人經過網路投票選出練習生排名，而最後一集排名前11的練習生，將以YMC娛樂旗下藝人的身份進行為期一年6個月的活動。
- 3月9日，M Countdown放送PRODUCE 101 (第二季)的代表歌曲〈我啊我[1]〉，金龍國於D組練習生中亮相。

- 4月7日，正式播放第一集，金龍國與同公司金始泫練習生於節目中亮相。在該集最後的排名中，排名為第44名。
- 4月14日，播放第二集，在首輪分級任務中，金龍國與同公司金始泫練習生表演了GOT7的〈A[2]〉，獲評價為C等級。以C級練習生身份為主題曲《我啊我》進行練習。在該集最後的排名中，排名為第49名。
- 4月21日，播放第三集，在重新評價中，下降為評價D等級。在該集最後的排名中，排行第37名。

- 4月28日，播放第四集，以防彈少年團《Boy In Luv[3]》第二組成員身份進行比賽，擔任主唱2，最後輸於第一組。個人現場得票15票，無緣獲得3000票，總計15票。

- 5月5日，播放第五集， 上集的小組評比獲得票數，再加上國民製作人所投的票數，共獲得195,419票。此輪投票結果中為第34名。

- 5月12日，播放第六集，在該集最開始公布的中場排名發表中，排名為第35名。同一集中，在位置評價中選擇了Vocal組，而自選表演歌曲為〈너였다면[4]〉，個人現場評價為該組第1名，獲得1萬票獎勵。
- 5月19日，播放第七集，公開Vocal組投票結果得到633票，共獲得10,633票，為全體Vocal組排名第3名。
- 5月26日，播放第八集，在概念評價舞台由國民製作人選擇為歌曲《열어줘[5]（OPEN UP）》組成員，該曲概念為Future EDM，由Devine-Channel[6]製作。在第二次公開排名發表為第18名。
- 6月2日，播放第九集，Concept評鑑中，〈Open Up〉組為全場第一名，現場小組總得票數為552票，獲得登上《M COUNTDOWN》的機會，個人現場得58票。
- 6月9日，播放第十集，進行了第三次順位排序，得到最終名次為第21名。

##### 排名
紅色箭頭為前一集排名上升，藍色箭頭為前一集排名下降，無標記則為排名不變。

每集尾段會展示各練習生的排名，而於最後一集排名前十一的練習生將會成為一個團體發行單曲，並以YMC娛樂旗下藝人的身份進行為期一年6個月的活動。
| 第一集 （網路投票）                 | 44     |
| 第二集 （網路投票）                 | 49 ↓5  |
| 第三集 （網路投票）                 | 37 ↑12 |
| 第五集 （第一次公開排名發表）       | 34     |
| 第六集 （第二次網路投票第一次公布） | 35 ↓1  |
| 第八集 （第二次公開排名發表）       | 18 ↑17 |
| 第十集 （第三次公開排名發表）       | 21 ↓3  |

#### JBJ
2017年8月30日开始正式加入活动期为7个月的正式团体JBJ，至2018年4月30日。

### 2018年：首次以个人身份活动并参与创作
金龙国所属公司春Choon Entertainment于5月14日表明将于5月末公布首支个人新曲，并参与创作，亲自作词，最后延迟至6月13日。8月15日公開个人應援色為Pantone 302C和Pantone 298C 雙色。

## 綜藝節目
所屬團體之共同作品，請參閱JBJ#綜藝節目

### 固定綜藝節目
| 播出日期            | 電視台 | 節目名稱           | 集數       | 備註           |
| ------------------- | ------ | ------------------ | ---------- | -------------- |
| 2017年4月7日—6月9日 | Mnet   | PRODUCE 101 第二季 | EP.1—EP.10 | 最終排名第21名 |

### 主持節目
| 播出日期                     | 電視台  | 節目名稱 | 備註           |
| ---------------------------- | ------- | -------- | -------------- |
| 2018年5月22日—2018年10月23日 | SBS MTV | THE SHOW | 與張睿恩、Jeno |

## 音樂作品

### 數位單曲
| 發布日期      | 曲名                                        | 備註                                     |
| ------------- | ------------------------------------------- | ---------------------------------------- |
| 2017年3月9日  | 我啊我 （页面存档备份，存于）               | 以PRODUCE 101 (第二季)練習生身份參與錄制 |
| 2017年6月3日  | OPEN UP（열어줘） （页面存档备份，存于）    | 以Knock成員身份參與錄制                  |
| 2018年6月13日 | Clover （页面存档备份，存于） (Feat.윤미래) | 以个人身份參與錄制                       |

### 迷你專輯
| 專輯 | 專輯資料                                                                      | 曲目 |
| ---- | ----------------------------------------------------------------------------- | --- |
| 1st  | 《Friday n Night》 - 發行日期：2018年8月29日 - 語言：韓語 - 專輯銷售：24,273+ | 曲目 1. Friday n Night 2. 하룻밤 (ft.이슨(ESON)) 3. Universe (ft.이슨(ESON)) 4. CLOVER (ft.尹未來) 5. Be with you |
| 2nd  | 《MONO DIARY》 - 發行日期：2019年8月29日 - 語言：韓語 - 專輯銷售：6,256+      | 曲目 1. Autumu(가을) 2. Irresistible(내버려둬) 3. Work 4. What can I say? 5. Irresistible(내버려둬)((Ins.)        |

## 演唱會及粉絲見面會
所屬團體之共同活動，請參閱JBJ#演唱會及粉絲見面會

### 其他粉絲見面會
| 日期           | 名稱           | 城市           | 舉行地點           | 備註 |
| -------------- | -------------- | -------------- | ------------------ | ---- |
| 2018年8月29日  | Friday n Night | 首爾市         | YES24 LIVE HALL    |      |
| 2018年10月17日 | Friday n Night | 香港           | 九龍灣國際展貿中心 |      |
| 2018年10月27日 | Friday n Night | 日本東京都     | 東京國際論壇大樓   |      |
| 2018年12月29日 | Friday n Night | 马来西亚吉隆坡 | Plenary Hall ,KLCC |      |

## 外部連結
個人
- 金龍國 （页面存档备份，存于）的Instagram帳戶

- 金龍國 （页面存档备份，存于）在Daum cafe的頁面
- 金龍國 （页面存档备份，存于）的官方Twitter帳戶
- 金龍國 （页面存档备份，存于）的官方Instagram帳戶
- 金龍國 （页面存档备份，存于）的官方Facebook專頁
- 金龍國 （页面存档备份，存于）的官方Vlive頻道
- 金龍國 （页面存档备份，存于）的官方Youtube頻道
- 金龍國 （页面存档备份，存于）的官方新浪微博帳戶

CHOON ENTERTAINMENT 官方連結
- CHOON ENTERTAINMENT的X（前Twitter）
- CHOON ENTERTAINMENT （页面存档备份，存于）的新浪微博 （繁體中文）